# 有本建男
有本 建男（ありもと たてお、1948年（昭和23年）8月18日 - ）は、広島県出身の科学技術官僚。文部科学省科学技術・学術政策局長、政策研究大学院大学教授、国際高等研究所副所長などを務めた。

## 経歴
1948年（昭和23年）広島県に生まれる。修道高等学校を経て、1974年（昭和49年）京都大学大学院理学研究科修士課程を修了し、科学技術庁入庁。科学技術庁研究振興局科学技術情報課長、原子力局廃棄物政策課長、科学技術政策局政策課長、宇宙開発事業団ロス・アンジェルス所長、海洋科学技術センター企画部長、日本原子力研究所広報部長、理化学研究所横浜研究所研究推進部長、内閣府大臣官房審議官（科学技術政策担当）、文部科学省大臣官房審議官（生涯学習政策担当）などを歴任。2004年（平成16年）文部科学省科学技術・学術政策局長に就任。2006年（平成18年）独立行政法人科学技術振興機構社会技術研究開発センター長、2012年（平成24年）政策研究大学院大学教授となる。
科学技術官僚として第2期、第3期の科学技術基本計画の策定で中心的な役割を果たした。また、東日本大震災では日本学術会議の緊急提言づくりなどにも参画した。
2017年4月より国際高等研究所副所長も務める。

## 著書
- 「高度情報社会のガバナンス」（共著、NTT出版、2003年）
- 「グリーン・ニューディール - オバマ大統領の科学技術政策と日本」（共著、丸善プラネット、2009年）
- 「科学技術庁政策史 ― その成立と発展」（共著、科学新聞社出版局、2010年）
- 「科学的助言: 21世紀の科学技術と政策形成」（共著、東京大学出版会、2016年）